# 대한민국의 전기 통신
대한민국의 전기 통신에 대해 설명한다.

## 역사
1952년 1월 대한민국은 국제 전기 통신 연합에 가입하면서 국제 통신 체계에 첫 발을 내디뎠다. 이후 1960년대와 1970년대를 거치며 통신망의 기초가 점차 확립되었다.
1965년 12월에는 가입전신(TELEX) 업무가 시작되었고, 1966년 8월에는 별정우편제도가 도입되었다. 1967년에는 마이크로웨이브 통신회로가 개통되어 장거리 통신의 효율성이 향상되었으며, 1968년 4월 1일부터는 우편물의 매일·당일 배달 제도가 시행되었다.
1970년에는 금산 위성통신지구국이 개통되었고, 같은 해 7월 1일 우편제도가 정식으로 실시되었다. 이어 1971년 3월에는 서울과 부산 간 장거리 자동전화(DDD)가 개통되었으며, 1977년에는 제2위성통신지구국이 개통되는 등 한국 통신사업은 1970년대 초반을 기점으로 현대화의 기반을 다지기 시작하였다.
이처럼 통신망의 확대와 현대화가 지속되었음에도 불구하고, 경제와 사회의 빠른 성장 속도는 통신 인프라의 낙후성을 더욱 부각시켰다. 이에 따라 대규모 설비 투자와 기술 개발, 통신정책의 체계적인 수립과 실적 평가, 전문성을 갖춘 통신사업 경영체계의 필요성이 제기되었다. 이와 함께 통신사업의 독립적 운영 방안도 검토되기 시작하였다.
1979년에는 서울과 미국, 일본(도쿄·오사카), 홍콩 간 국제속달 우편제도가 도입되어 무역 분야에 긍정적인 영향을 미쳤다. 또한 국제 우편환 제도의 개선을 위한 5개년 계획이 추진되었으며, 비적성 공산국가 5개국과의 소포우편물 교환 업무도 시작되었다. 전신·전화 분야에서는 전자교환 방식의 도입이 가속화되었고, 광섬유 전화케이블의 개발을 통해 광섬유 통신 시대가 열렸다. 같은 시기, 소련과의 국제 전화선로도 개설되며 국제 통신망이 한층 확대되었다.
1980년대에는 1970년대 내내 지속되었던 전화적체 현상을 해소하고, 통신시설 확장을 위한 재원 확보를 목적으로 ‘통신시설확장에 관한 임시조치법’이 제정·공포되었다. 이 법에 따라 전신·전화공채가 발행되었고, 전화 신규 가입자 및 승계·양수자는 의무적으로 이를 인수하도록 규정되었다.
1982년 1월 1일 한국전기통신공사가 출범하였다. 이에 따라 체신부는 전기통신사업 경영, 연구·실용화, 시험·검사 업무를 공사에 이관하고, 우정사업과 전기통신의 기본 정책 수립, 유관 산업 육성, 안보 통신, 공사에 대한 지도·감독 등의 행정업무만을 맡게 되었다. 같은 해 4월에는 컴퓨터와 전화의 기능을 융합한 데이터 통신을 전담하는 한국데이터통신 주식회사가 한국전기통신공사와 민간기업의 공동출자로 설립되면서, 본격적인 데이터 통신 시대가 개막되었다.
2010년을 기준으로 한국의 통신산업은 급속한 기술 발전과 소비자의 다양한 요구 변화에 대응하여 유·무선 통합 및 통신과 방송의 융합이라는 새로운 영역으로 전환되고 있다. 유선전화, 초고속인터넷, 이동통신 시장은 이미 성숙기에 접어들어 성장세가 둔화되고 있으나, IPTV 등 미디어 사업은 기존 통신과 방송의 산업 구조를 재편할 가능성을 지니고 있어 통신·방송 산업 전반에 큰 변화를 불러올 것으로 전망된다.
2020년대 들어서 초고속, 초저지연, 초연결 기술을 기반으로 한 디지털 전환 시대로 본격 진입하였다. 특히 5세대 이동통신(5G)의 전국적인 확산과 6G 기술 개발 착수, AI·클라우드·빅데이터·IoT 등 디지털 신기술의 융합이 산업 전반을 변화시키고 있다.

## 전신 및 전화
1982년 전자식 자동전화교환시설이 전국적으로 확대되면서 일반 전화가입자들도 다양한 특수통신서비스를 이용할 수 있게 되었다. 이 해 4월부터는 단축 다이얼, 착신 통화전환, 부재중 안내, 통화 중 대기 등 부가 서비스가 도입되었고, 도서·벽지 등 낙후 지역의 전화 서비스도 크게 개선되었다. 같은 해 12월에는 이른바 '삐삐'로 불린 무선호출(paging) 서비스가 일반에 개방되어 대중적인 인기를 끌기 시작했다. 또한 광통신 시스템이 시험 운용에 들어갔으며, 농어촌 지역의 전화자동화를 위한 시분할(디지털) 교환기 개발 및 실험도 이뤄졌다.
1983년 3월에는 팩시밀리, 데이터통신 단말기 등 다양한 통신기기를 전화선에 접속해 사용할 수 있도록 공중전기통신망이 개방되었고, 같은 해 5월에는 지정시간 통보, 3인 통화, 직통전화 서비스 등이 새로 도입되었다. 9월에는 무선전화기의 사용이 허용되어 전기·전자 산업 전반에 걸쳐 특수가 일기도 했다. 이어 8월에는 국제발신통화 자동화가 단계적으로 시행되어 국제전화 이용 편의성이 향상되었다.
1984년 4월부터는 서울 지역에서 차량전화 서비스가 개방되었고, 이를 전담할 한국이동통신서비스 주식회사가 같은 해 5월 설립되었다. 12월에는 정부종합청사와 제2종합청사 간 화상회의 서비스가 시험 운용에 들어갔으며, 같은 시기 전국 시외전화 전자교환망이 완성됨으로써 전국의 자동식 전화가입자 간 상호 장거리자동전화(DDD) 이용이 가능하게 되었다.
1986년에는 무선호출기 서비스 지역이 5대 도시로 확대되었고, 전화번호 표시 방식이 도입되어 발신자 정보를 확인할 수 있게 되었다. 같은 해 12월에는 전화사서함 서비스가 개방되었으며, 서울 아시아경기대회를 계기로 카드식 공중전화기가 전국적으로 보급되었다. 이와 같은 조치들은 통신 서비스의 전반적인 질적 확대를 이끌었다.
1987년 7월 1일, 전국 전화 자동화 사업이 완료되어 전국 모든 전화가 자동식으로 전환되었고, 같은 해 9월에는 전화 회선 수가 1,000만 회선을 돌파하면서 1가구 1전화 시대가 본격적으로 시작되었다. 1988년 1월에는 전신전화채권 제도가 완전히 폐지되었고, 차량전화 서비스는 17개 시로, 무선호출 서비스는 26개 시로 확대되었다. 국제자동전화(ISD) 서비스의 이용 가능 지역도 148개국 172개 도시로 확장되어 국제 통신망도 대폭 강화되었다.
1994년을 기점으로 전국의 전화 회선 수는 2,000만 회선을 넘어섰고, 1가구 1전화가 일반화되었다.
공중전화와 유선전화의 전국적 보급은 통신기본권 보장 차원에서 일정 수준에 도달했으며, 장거리자동전화(DDD)와 국제자동전화(IDD) 서비스도 완전히 정착되었다. 그러나 전신 서비스는 점차 쇠퇴기에 접어들었으며, 팩시밀리와 데이터 통신의 발달로 그 기능이 다른 수단으로 대체되기 시작하였다.
이 시기 이동전화는 급속한 성장을 보였다. 1994년 약 96만 명에 불과하던 이동전화 가입자 수는 1996년 500만 명을 돌파하였고, 유선전화 중심의 통신 구조가 점차 무선 중심으로 이동하였다. 1997년 이후에는 PCS(개인휴대통신)가 도입되며 휴대전화의 대중화에 가속이 붙었다. 이에 따라 전화번호체계의 개편, 지역번호의 통합, 통합요금제 등의 정책 정비가 이루어졌다.
2000년대 들어 유선전화의 가입자 수는 정점에 도달한 뒤 점차 감소세로 돌아섰다. 인터넷 보급의 급증과 함께 메신저·이메일·VoIP(인터넷 전화) 등 대체 수단이 등장하였고, 전통적인 음성통화 중심의 유선전화 수요는 급감하였다. 동시에, 초고속인터넷이 전국적으로 보급되며 통신은 '음성'에서 '데이터' 중심으로 전환되었다.
전신 업무는 사실상 폐지 수순을 밟았다. 공공기관·언론 등을 중심으로 일부 유지되던 전신 서비스는 2005년 전후 대부분 중단되었고, 한때 통신의 핵심이었던 모스 부호 기반의 전신은 역사 속으로 사라졌다.
이와 동시에 유선전화 사업자 간 경쟁이 심화되었다. 한국통신(후일 KT)은 민영화 이후 초고속인터넷과 통합상품 제공을 통해 유선시장 방어에 나섰으며, 케이블방송망 기반의 SO(종합유선방송사업자)들도 인터넷전화 시장에 진출하였다. 이 과정에서 유선전화는 더 이상 주요 수익원이 아닌, 번들 상품의 일부로 재편되었다.
2010년대 들어 유선전화는 본격적인 쇠퇴기에 접어들었다. 이동전화의 보급률이 이미 100%를 넘어섰으며, 스마트폰이 대중화됨에 따라 음성통화 자체가 문자·SNS·메신저 등 다양한 수단에 의해 대체되기 시작하였다. 2010년에는 이동전화 가입자가 전체 인구를 초과하였고, 가정에서도 유선전화 회선을 해지하고 무선전화만을 사용하는 '무유선 세대'가 늘어났다.
VoLTE(고음질 LTE 기반 음성통화), 영상통화, 인터넷 기반 화상회의 등 통화의 품질과 형식도 다변화되었다. 이에 따라 전통적 PSTN 기반의 회선교환전화망은 점진적으로 IP 기반 통신망으로 전환되는 추세였다. 일부 기업과 관공서를 제외하고, 일반 가정에서는 유선전화의 실질적 활용도는 미미해졌다.
전신에 해당하는 통신방식은 통신기술 및 보안 기준의 발전과 함께 완전히 퇴출되었으며, 데이터 중심 통신으로의 완전한 이행이 이루어졌다.
2020년대를 맞아 대한민국의 통신망은 본격적으로 All-IP 기반으로 재편되었다. 이는 회선교환 방식(PSTN)에서 패킷교환 기반(IP망)으로의 전환을 의미하며, 유선전화도 더 이상 아날로그 회선을 통하지 않고 인터넷망을 기반으로 음성을 전달하게 되었다.
KT는 2024년까지 PSTN 서비스 종료를 공식화하였고, 일반 가정의 유선전화도 인터넷전화(VoIP) 기반으로 전환되고 있다.
이 시기 전화는 더 이상 통신의 중심 수단이 아니며, 플랫폼 기반 커뮤니케이션(메신저, 음성채팅, 영상통화)이 주류로 자리잡았다. 기업, 공공기관, 학교 등에서는 클라우드 기반의 UCaaS(통합 커뮤니케이션 서비스)를 통해 전화를 포함한 모든 커뮤니케이션을 디지털화하고 있다.
전신은 완전히 역사 속으로 사라졌고, 전화는 과거보다 그 비중이 낮아졌지만 비상통신, 기업용 고객센터, 인증수단 등 일부 용도에서 여전히 사용되고 있다.

## 정보 통신
1980년대 초반, 한국데이터통신 주식회사는 본격적인 데이터통신 시대의 개막을 알렸다. 1983년 2월 해외공중정보통신망을 개통한 데 이어, 1984년 7월에는 국내 정보통신망인 DACOM-NET를 개통하여 국내외 통신 기반을 확대하였다. 이러한 네트워크 인프라를 바탕으로, 같은 해 11월부터 전자사서함 서비스를 시작하였고, 1985년 10월에는 DATABANK를 개통하여 다양한 데이터 기반의 특수 정보통신 서비스를 제공하기 시작했다.
1987년 11월에는 신용카드 검색서비스를 개시하며 금융정보 분야로 서비스를 확장하였고, 1988년 5월에는 국내 최초의 종합정보은행인 ‘천리안 Ⅱ’를 상용화하여 일반 사용자들에게 온라인 정보 접근을 가능하게 하였다. 이는 당시로서는 혁신적인 시도로, 데이터 기반 통신서비스의 대중화를 이끈 계기로 평가된다.
이러한 서비스 확산의 제도적 기반은 1983년 12월에 제정·공포된 「공중전기통신사업법」을 통해 마련되었다. 법적 정비 이후 정보통신 역무 제공에 대한 규제가 완화되었으며, 민간기업이 부가가치통신망(VAN) 사업에 참여할 수 있는 길이 열리게 되었다. 그 결과, VAN 사업은 계열회사 간의 제한적 운용 형태에서 점차 개방화되었고, 1990년에는 등록제로, 1995년에는 신고제로 제도가 완화되며 시장의 진입 장벽이 크게 낮아졌다.
1994년 기준으로, DACOM-NET는 전국 77개 지역과 54개 국가에 연결되어 있었으며, 총 1만1,166명의 가입자가 이용 중이었다. 한국통신이 1992년에 개통한 하이넷-P는 전국 213개 지역과 88개 국가와 연결되어 5,035명의 가입자가 사용하고 있었다. 이처럼 국내 데이터통신망은 광범위한 영역으로 빠르게 확장되고 있었다.
국내 PC통신 서비스도 활발히 성장하였다. 천리안(데이콤), 하이텔(한국PC통신), 나우누리(나우콤), 포스서브(에이텔) 등이 대표적인 서비스였으며, 1994년 말 기준으로 유료 가입자 수는 약 50만 5천 명에 달했다.
1994년 6월에는 세계 최대의 컴퓨터 통신망인 인터넷이 공공 서비스 형태로 국내에 도입되었으며, 한국통신의 KOR-NET를 통해 첫 서비스를 시작하였다. 이후 천리안, 한누리(아이넷기술) 등 기존의 PC통신 사업자들이 인터넷 서비스를 제공하기 시작하면서 국내 정보통신 환경은 인터넷 중심으로 빠르게 재편되기 시작했다.
1994년 말 기준으로 등록된 부가가치통신망(VAN) 사업자는 총 228개 사에 달했으며, 이 가운데 외국 기업과의 합작회사가 4개, 국제 VAN 사업자가 12개 포함되어 있었다. 이들 VAN 사업자는 초기의 단순 데이터 전송(DC) 기능에서 나아가, 데이터·음성·영상이 결합된 복합 서비스로 그 영역을 넓혀갔다.
한편, 1993년 국내 정보통신 산업의 시장 규모는 약 6,684억 원에 이르렀으며, 정보통신은 더 이상 기술이 아닌 경제 성장의 핵심 기반 산업으로 자리매김하기 시작했다.
1995년을 기점으로 한국의 정보통신 환경은 결정적인 전환점을 맞았다. 그해 4월, 국내 최초의 상업용 인터넷 서비스 제공자인 '아이넷(iNet)'이 출범하면서 일반 대중을 대상으로 한 인터넷 접속 서비스가 본격화되었다. 이와 동시에 통신 환경은 PC통신 중심에서 웹 기반 인터넷으로 급속히 이동하기 시작했고, 이를 계기로 정보 접근의 방식도 텍스트 기반에서 그래픽 사용자 인터페이스(GUI)를 활용한 웹브라우저 중심으로 바뀌게 되었다.
1996년부터는 기업과 기관뿐 아니라 가정에서도 인터넷을 활용하는 비율이 점차 증가하기 시작했다. 초기에는 전화선을 이용한 모뎀 접속 방식이 주를 이루었으나, 느린 속도와 접속 불안정성으로 인해 개선의 필요성이 제기되었다. 이에 따라 1998년 이후 ADSL을 기반으로 한 초고속인터넷 서비스가 등장하면서 인터넷 보급률은 기하급수적으로 상승하였다. 특히 1999년 한통프리텔(이후의 KT)과 하나로통신(현 SK브로드밴드) 등이 초고속인터넷 시장에 본격 진입하며, 한국은 세계에서 가장 빠른 인터넷 속도와 보급률을 갖춘 국가 중 하나로 자리매김하게 되었다.
2000년대 초반에는 국내 주요 포털사이트들이 등장하면서 인터넷 이용 행태에도 큰 변화가 일어났다. 네이버, 다음, 야후코리아 등이 검색 서비스와 함께 뉴스, 커뮤니티, 이메일, 카페 등을 통합 제공하며 사용자들을 온라인 생태계로 끌어들였고, 개인 홈페이지와 블로그를 통한 정보 공유도 활발해졌다. 이러한 변화는 단순 정보 소비를 넘어, 사용자 참여형 웹 콘텐츠 생성으로 이어지며 웹 2.0 시대로의 전환을 이끌었다.
인터넷 환경의 발전은 전자상거래, 금융, 교육, 행정 등 사회 전반에 걸쳐 디지털화가 빠르게 확산되는 기반이 되었고, 2000년대 중반 이후에는 인터넷을 기반으로 한 새로운 산업이 등장하였다. 특히 2009년경 스마트폰 보급이 본격화되면서 모바일 인터넷의 비중이 급격히 증가하였고, 정보 소비의 장소가 책상 앞에서 이동 중으로 확장되었다. 이에 따라 통신망은 3G에서 LTE, 이후 5G로 진화하며 보다 빠르고 안정적인 모바일 접속 환경이 마련되었다.
2010년대에는 유튜브, 페이스북, 인스타그램 등 글로벌 플랫폼의 영향력이 커졌고, 국내 플랫폼들도 동영상, 실시간 방송, 웹툰 등 콘텐츠 중심으로 다양화되었다. 이와 동시에 사이버보안, 개인정보 보호, 디지털 윤리 등 새로운 사회적 쟁점이 등장하며 인터넷이 단순한 기술을 넘어 사회 구조 전반을 변화시키는 핵심 인프라로 작동하게 되었다.
2020년대에 들어서면서 인터넷은 인공지능, 사물인터넷(IoT), 클라우드, 블록체인 등과 결합하여 더욱 복합적인 디지털 생태계를 형성하고 있다. 특히 코로나19 팬데믹 이후 비대면 활동이 일상화되면서 인터넷 기반 서비스의 중요성은 전례 없이 부각되었다. 재택근무, 온라인 수업, 원격진료 등 사회 전 영역에서 온라인화가 가속화되었으며, 이에 따라 통신 인프라의 안정성과 속도, 보안 수준에 대한 요구도 지속적으로 증가하고 있다.

## 법적 용어로서의 통신
- 통신비밀보호법 상 "통신"이라 함은 우편물 및 전기통신을 말한다.(동법 제2조 1호)

## 기간통신사업자

### 케이티
KT(케이티, Korea Telecom)는 대한민국의 통신회사다. 유무선 전화, 초고속인터넷 등 유무선 통신서비스업이 주요 업종이다. 1981년 한국전기통신공사로 창립되었으며, 2009년 이동통신 자회사인 KTF와 합병을 하였다. 전기통신사업법상 전기통신사업자이며, 독점규제 및 공정거래 등에 관한 법률 상 독과점 사업자로서 시장지배적사업자 지위 남용 규제를 받는다. 케이티는 과거 공기업적 요소가 남아 있는데, 회장추천위원회에서 회장 후보를 추천하는 것이 대표적인 예이다. 회사의 소유는 잘 분산되어 있는데, 최대주주는 국민연금관리공단(9.22%)이지만, 경영에 관여할 수 있는 속성을 가지지 않은 주주로 평가되며, 지배주주는 존재하지 않는다.

### SK브로드밴드
SK브로드밴드주식회사는 2008년 9월 22일에 SK텔레콤의 자회사로 재설립된 대한민국의 제2시내 전화 및 초고속인터넷 사업자이다. SK브로드밴드주식회사의 전신인 하나로 통신은 1999년 4월 1일부터 시내전화를 서비스하기 시작하였고, 최초로 ADSL 상용화 및 초고속무선인터넷 서비스를 시작으로 현재 전화, 초고속인터넷, IPTV 서비스를 제공하고 있다.

### LG 유플러스
LG U+의 1996년 KTF의 경쟁사로 설립된 LG텔레콤에서 시작된다. 당시 PCS(개인휴대통신) 사업권을 따낸 LG텔레콤은 CDMA 기술을 기반으로 이동통신 시장에 진입하였다. 이후 이동통신 3사의 경쟁이 본격화되면서 LG텔레콤은 점진적으로 가입자를 확보해 나갔다.
2000년대 중반, 이동통신과 인터넷, 집전화 등 통신서비스의 융합이 가속화되면서 LG그룹은 관련 계열사 간의 통합을 추진한다.
그 결과, 2010년 LG텔레콤, LG데이콤(국제·시내전화 및 인터넷), LG파워콤(초고속인터넷) 세 회사가 합병되어 LG U+라는 이름으로 새롭게 출범한다. 이로써 이동통신, 유선통신, 데이터통신을 아우르는 종합 통신기업으로 탈바꿈하게 된다.

## 같이 보기
- 대한민국 과학기술정보통신부